# Claremont House
Claremont House, conosciuta storicamente anche come Clermont o Claremount, è una villa in stile palladiano del XVIII secolo a circa 1,5 km a sud dal centro di Esher, nel Surrey, Inghilterra, non lontano di Londra. L'edificio è attualmente occupato dalla Claremont Fan Court School e i suoi giardini paesaggistici vengono gestiti dal National Trust, che ha classificato la villa come Grade I listed building.

## Storia

### Costruzione
Il primo edificio nella tenuta di Claremont fu costruito nel 1708 da Sir John Vanbrugh, architetto famoso per la progettazione di Blenheim Palace e Castle Howard. Questa "very small box", come egli la descrive, si ergeva sul terreno pianeggiante di fronte all'attuale palazzo. Allo stesso tempo, fece costruire le scuderie e i giardini murati, probabilmente anche il White Cottage.
Nel 1714 l'edificio fu venduto al politico Whig Thomas Pelham-Holles, I duca di Newcastle-upon-Tyne, che in seguito fu due volte primo ministro. Il duca commissionò a Vanbrugh di aggiungere due grandi ali a lato della casa e costruire una torre-fortezza su una collinetta adiacente, il cosiddetto "Belvedere", dal quale lui e i suoi ospiti potevano ammirare la vista sulla campagna del Surrey. Una sua caratteristica consiste nelle finestre, che in realtà sono mattoni dipinti in bianco e nero. Nella chiara aria settecentesca era possibile vedere il castello di Windsor e la cattedrale di St. Paul. Le due casette all'ingresso della Copsem Lane furono aggiunte in seguito.

### Ristrutturazioni di Lord Clive
Quando il duca di Newcastle morì nel 1768, sua moglie vendette la proprietà a Robert Clive, il principale ufficiale inglese che stabilì la supremazia politica e militare della Compagnia britannica delle Indie orientali nel Bengala. Nonostante la villa avesse poco più di cinquant'anni, fu considerata esteticamente fuori moda. Lord Clive decise di demolire la casa e commissionò a Lancelot "Capability" Brown di costruire l'attuale villa palladiana in una posizione più alta. Brown, più esperto come paesaggista che come architetto, richiese la collaborazione di Henry Holland e John Soane, gli interni si devono invece al progettista Robert Adam. Lord Clive, ormai estremamente arricchito dal commercio in oriente, spese oltre 100 000 sterline per la ristrutturazione completa della proprietà, tuttavia non visse mai qui, poiché mori nel 1774, anno in cui la villa fu completata.
Da allora la villa passò attraverso diversi proprietari: Robert Monckton-Arundell, visconte Galway, poi al conte di Tyrconnel e infine Sir Charles Ellis

## Il giardino
Il giardino di Claremont fu uno dei primi giardini all'inglese e ancora oggi mantiene la sua struttura originale del settecento. Il vasto terreno circostante la villa rappresenta il lavoro di alcuni degli architetti del paesaggio più noti, come Charles Bridgeman, Capability Brown, William Kent e il già citato Vanbrugh.
I lavori per il giardino iniziarono attorno al 1715 e dal 1727 venne descritto come "il più nobile in Europa". All'interno della proprietà, con vista sul lago, fu costruito un insolito anfiteatro inerbito.
Nel 1949 il giardino fu donato al National Trust per la sua gestione e protezione. Un programma di restauro è stato avviato nel 1975 a seguito di una significativa donazione della Fondazione Slater.